# IC 514
IC 514 ist eine Spiralgalaxie vom Hubble-Typ SABb im Sternbild Hydra südlich der Ekliptik. Sie ist schätzungsweise 488 Millionen Lichtjahre von der Milchstraße entfernt und hat einen Durchmesser von etwa 45.000 Lichtjahren.
Im selben Himmelsareal befinden sich u. a. die Galaxien NGC 2616, IC 515, IC 516, IC 517.
Das Objekt wurde am 2. März 1893 vom französischen Astronomen Stéphane Javelle entdeckt.